# میا نیکولای
میا نیکولای (به انگلیسی: Mia Nicolai) (زاده ۷ مارس ۱۹۹۶) خواننده، ترانه‌سرا و بازیگر هلندی است.
او به همراه دیون کوپر نماینده هلند در یوروویژن ۲۰۲۳ بود.